# Махцино
Махцино (пол. Machcino) — село в Польщі, у гміні Бельськ Плоцького повіту Мазовецького воєводства.
Населення — 301 особа (2011).
У 1975-1998 роках село належало до Плоцького воєводства.

## Демографія
Демографічна структура станом на 31 березня 2011 року:
|          | Загалом | Допрацездатний вік | Працездатний вік | Постпрацездатний вік |
| -------- | ------- | ------------------ | ---------------- | -------------------- |
| Чоловіки | 157     | 33                 | 114              | 10                   |
| Жінки    | 144     | 28                 | 88               | 28                   |
| Разом    | 301     | 61                 | 202              | 38                   |